# Получение графена
Методы получения графена разделяют на три класса по возможным областям применения:
1. композитные материалы, проводящие чернила и т. п.;
2. графен низкого качества для электронных приложений;
3. графен высокого качества для электронных приложений.

Для первого класса, обычно получаемого химическим расщеплением, характерны размеры графена в сотни нанометров, а восстановленные химическими методами из оксидов графена и графита плёнки имеют размер порядка 100 микрон. Такие кристаллы не подходят для транспортных измерений, так как их подвижность низка, но их можно производить в больших количествах. Для третьего класса методов, в которые включается и механическое расщепление размеры монокристаллов составляют около миллиметра и образцы применяются в исследовательских лабораториях благодаря высокой подвижности носителей тока. Для этого класса методов не существует массового производства. Второй класс методов получение графена занимает промежуточное положение как по размерам монокристаллов, так и по подвижности, благодаря чему часто используется в лабораториях и обладает потенциалом для применения в промышленности.

## Механические методы

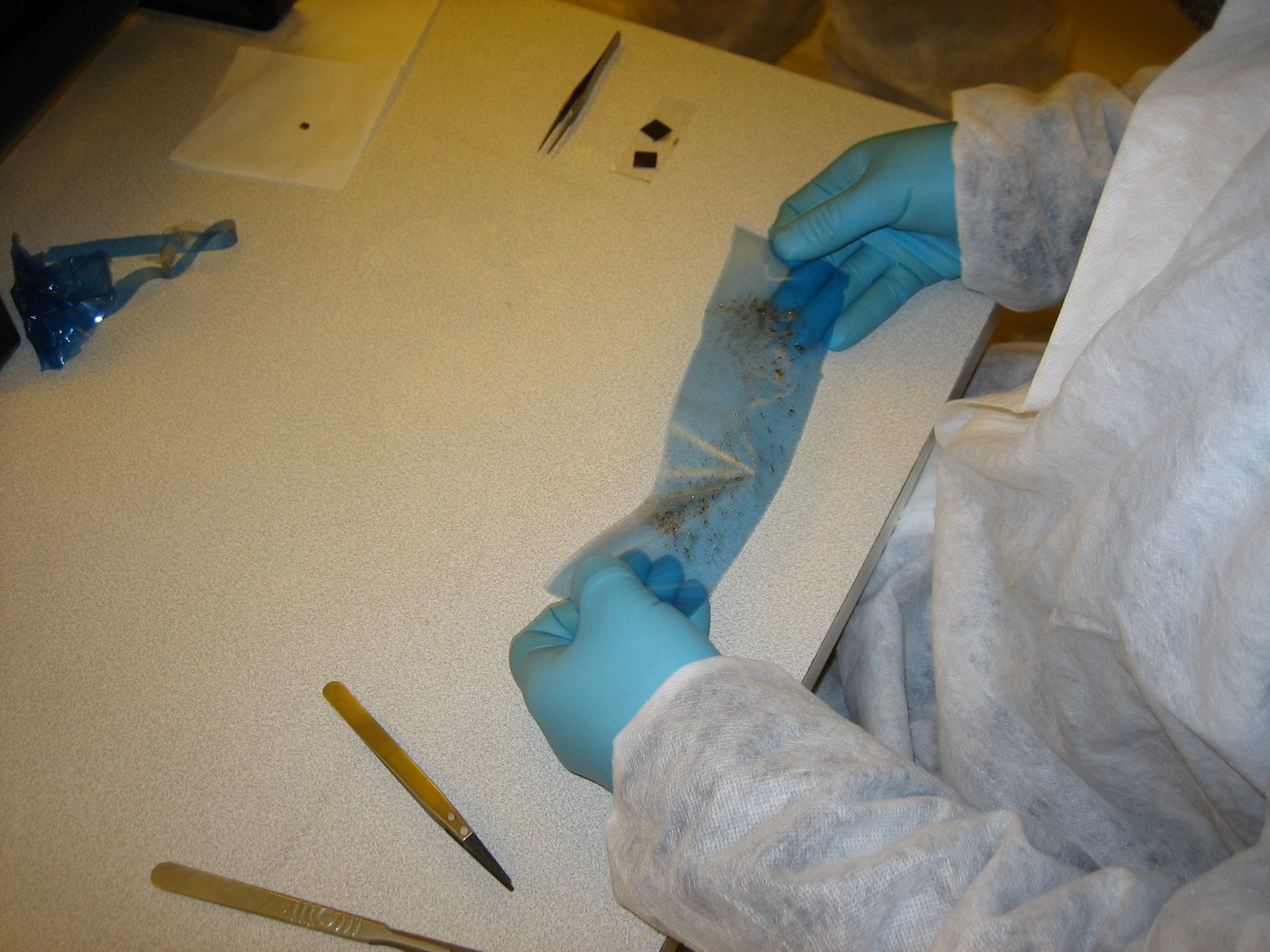
Рис. 1. Кусочки тонких слоёв графита, полученные в процессе отшелушивания, на поверхности липкой ленты.

При механическом воздействии на высокоориентированный пиролитический графит или киш-графит можно получить плёнки графена вплоть до ~100 мкм. Сначала тонкие слои графита помещают между липкими лентами и отщепляют раз за разом плёнки графита, пока не будет получен достаточно тонкий слой (среди многих плёнок могут попадаться и однослойные, которые и представляют интерес). После отшелушивания скотч с тонкими плёнками графита и графена прижимают к подложке окисленного кремния. При этом трудно получить плёнку определённого размера и формы в заранее известных местах подложки (горизонтальные размеры плёнок составляют обычно около 10 мкм). Найденные с помощью оптического микроскопа (они слабо видны при толщине диэлектрика 300 нм) плёнки подготавливают для измерений. С помощью атомно-силового микроскопа определяют реальную толщину плёнки графита (она может варьироваться в пределах 1 нм для графена). Графен можно также определить при помощи рамановского рассеяния света или измерением квантового эффекта Холла. Используя электронную литографию и реактивное плазменное травление, задают форму плёнки для электрофизических измерений (холловский мост для магнитотранспортных измерений).
Альтернативный метод предложен в работе. Метод заключается в том, что окисленную подложку кремния покрывают эпоксидным клеем (в работе использовался слой толщиной ~10 мкм) и тонкую пластинку графита прижимают к клею при помощи пресса. После удаления графитовой пластинки с помощью липкой ленты на поверхности клея остаются области с графеном и графитом. Толщину графита определяли с помощью комбинационного рассеяния света и атомно-силовым микроскопом измеряли шероховатость графена, которая оказалась равной всего 0.16 нм (в два раза меньше шероховатости графена на подложке кремния).
В статье предложен метод печати графеновых электрических схем (ранее этот метод использовался для печати тонкоплёночных транзисторов на основе нанотрубок и для органической электроники.). Сам процесс печати состоит из последовательного переноса с подложки Si/SiO2 золотых контактов, графена и наконец диэлектрика (PMMA) с металлическим затвором на прозрачную подложку из полиэтилентерефталата (ПЭТФ) предварительно нагретую выше температуры размягчения до 170 °C, благодаря чему контакты вдавливаются в ПЭТФ, а графен приобретает хороший контакт с материалом подложки. При таком методе нанесения графена подвижность не становится меньше, хотя и появляется заметная асимметрия между электронной (μe=10000 см2В−1с−1) и дырочной (μh=4000 см2В−1с−1) областями проводимости. Этот метод пригоден для нанесения графена на любую подложку, пригодную, в частности, для оптических измерений.

## Химические методы

Рис. 2. Слои интеркалированного графита можно легко отделить друг от друга

Кусочки графена также можно приготовить из графита, используя химические методы. Для начала микрокристаллы графита подвергаются действию смеси серной и азотной кислот. Графит окисляется, и на краях образца появляются карбоксильные группы графена. Их превращают в хлориды при помощи тионилхлорида. Затем под действием октадециламина в растворах тетрагидрофурана, тетрахлорметана и дихлорэтана они переходят в графеновые слои толщиной 0,54 нм. Этот химический метод не единственный, и, меняя органические растворители и химикаты, можно получить нанометровые слои графита.
В статьях описан ещё один химический метод получения графена, встроенного в полимерную матрицу.
Восстановлением монослойной плёнки оксида графита, например, в атмосфере гидразина с последующим отжигом в смеси аргон/водород, могут быть получены графеновые плёнки. Однако качество графена, полученного восстановлением оксида графита, ниже по сравнению с графеном, полученным скотч-методом вследствие неполного удаления различных функциональных групп. Нанесение плёнки оксида графита на DVD-диск и обработка лазером в DVD-дисководе привели к получению на диске плёнки графена с высокой электропроводностью (1738 См/м) и удельной поверхностью 1520 м2/г.

## Эпитаксия и разложение
Следует упомянуть ещё два метода: радиочастотное плазмохимическое осаждение из газовой фазы (англ. PECVD) и рост при высоком давлении и температуре (англ. HPHT). Из этих методов только последний можно использовать для получения плёнок большой площади.
Работы и популярная статья посвящены получению графена, выращенного на подложках карбида кремния SiC(0001). Графитовая плёнка формируется при термическом разложении поверхности подложки SiC (этот метод получения графена гораздо ближе к промышленному производству), причём качество выращенной плёнки зависит от того, какая стабилизация у кристалла: C-стабилизированная или Si-стабилизированная поверхность — в первом случае качество плёнок выше. В работах та же группа исследователей показала, что, несмотря на то, что толщина слоя графита составляет больше одного монослоя, в проводимости участвует только один слой в непосредственной близости от подложки, поскольку на границе SiC-C из-за разности работ выхода двух материалов образуется нескомпенсированный заряд. Свойства такой плёнки оказались эквивалентны свойствам графена.
Графен можно вырастить на металлических подложках рутения и иридия.

## Другие методы
Если кристалл пиролитического графита и подложку поместить между электродами, то, как показано в работе, можно добиться того, что кусочки графита с поверхности, среди которых могут оказаться плёнки атомарной толщины, под действием электрического поля могут перемещаться на подложку окисленного кремния. Для предотвращения пробоя (между электродами прикладывали напряжение от 1 до 13 кВ) между электродами также помещали тонкую пластину слюды.
Некоторая комбинация механического метода (графитовым стержнем пишут по поверхности подложки кремния, оставляя плёнки при разрушении) и последующего высокотемпературного отжига (~1100 K) использована для получения тонких слоёв графита вплоть до однослойных плёнок.